# 沙隆-瓦特里机场
沙隆-瓦特里机场（法語：Aéroport de Châlons-Vatry），是法国东北部城市香槟沙隆的客运和货运机场，横跨比西莱特雷、欧西蒙和瓦西蒙和沙普拉讷三个市镇，靠近瓦特里，距离香槟沙隆市中心大约26公里。

## 历史
沙隆-瓦特里机场建于二十世纪50年代，最初为一处军事机场，并在1955至1964年间为北大西洋公约组织的一处基地，后被长期闲置。二十世纪90年代，马恩省政府决定将瓦特里机场改为民用，该机场改造后用于货运。2000年1月2日，沙隆-瓦特里机场开辟了首条民用客运航线。2010年，瓦特里机场被更名为“巴黎-瓦特里机场”（Aéroport de Paris-Vatry），当局曾希望借此来吸引更多的乘客。但由于该机场距离巴黎过远且缺乏地面接驳交通，对乘客出行反而造成了不便，该机场于2022年9月去掉了“巴黎”字样。2023年12月21日，一架由迪拜飞往尼加拉瓜的航班曾紧急停靠于瓦特里机场，后被当局发现该航班可能参与人口贩卖，其飞机及乘客被扣留，后于12月28日释放。

## 航空公司与目的地
截至2024年11月，沙隆-瓦特里机场开行2条固定航线。
| 航空公司 | 目的地           |
| -------- | ---------------- |
| 瑞安航空 | 馬拉喀什、波尔图 |

## 接驳交通
沙隆-瓦特里机场前方建有停车场。